# Pépinières Gérard Cavatore
Los viveros Gérard Cavatore (en francés: Pépinières Gérard Cavatore) es un vivero comercial, arboreto y jardín botánico de 18 hectáreas de extensión, de administración privada, en Bormes-les-Mimosas, Francia.
Se encuentra abierto todos los días y la entrada es gratuita. 

## Historia
Jardinero paisajista durante unos diez años Gérard Cavatore crea su vivero comercial de plantas en general en 1981 y descubre las Mimosas gracias a un padre también viverista que le enseña los métodos de cultivo y el "injerto por abordaje" propio de esta planta. 
A partir de entonces, se interesa en este específico tipo de plantas y descubre este fabuloso y vasto género botánico de Acacias y en 1993, dedica por completo su vivero a su cultivo. 
Nace una pasión que lo lleva a conocer a botánicos y otros entusiastas de estas plantas, libros y viajes lejanos. 

## Colecciones vegetales
El género Mimosa fue descrito por Carlos Linneo y publicado en Species Plantarum, vol. 1, p. 516–523, 1753, ampliando su diagnosis en Genera Plantarum, nº597, p. 233, 1754. La especie tipo es: Mimosa sensitiva L.
Estos viveros hortícolas están reconocidos como "Collection National" por el Conservatorio de colecciones vegetales especializadas (CCVS) por sus colecciones de Acacia y Mimosas.